# Pomologische Monatshefte

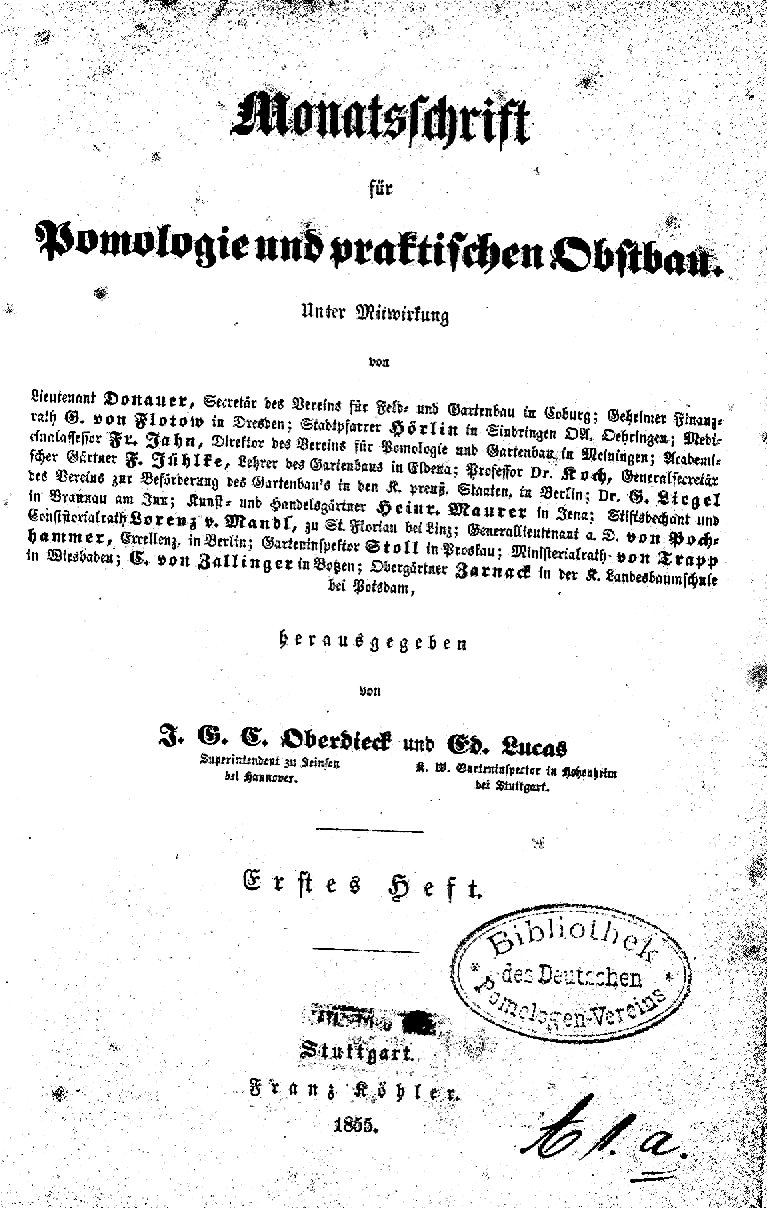
Titelblatt der ersten Ausgabe der Pomologischen Monatshefte.

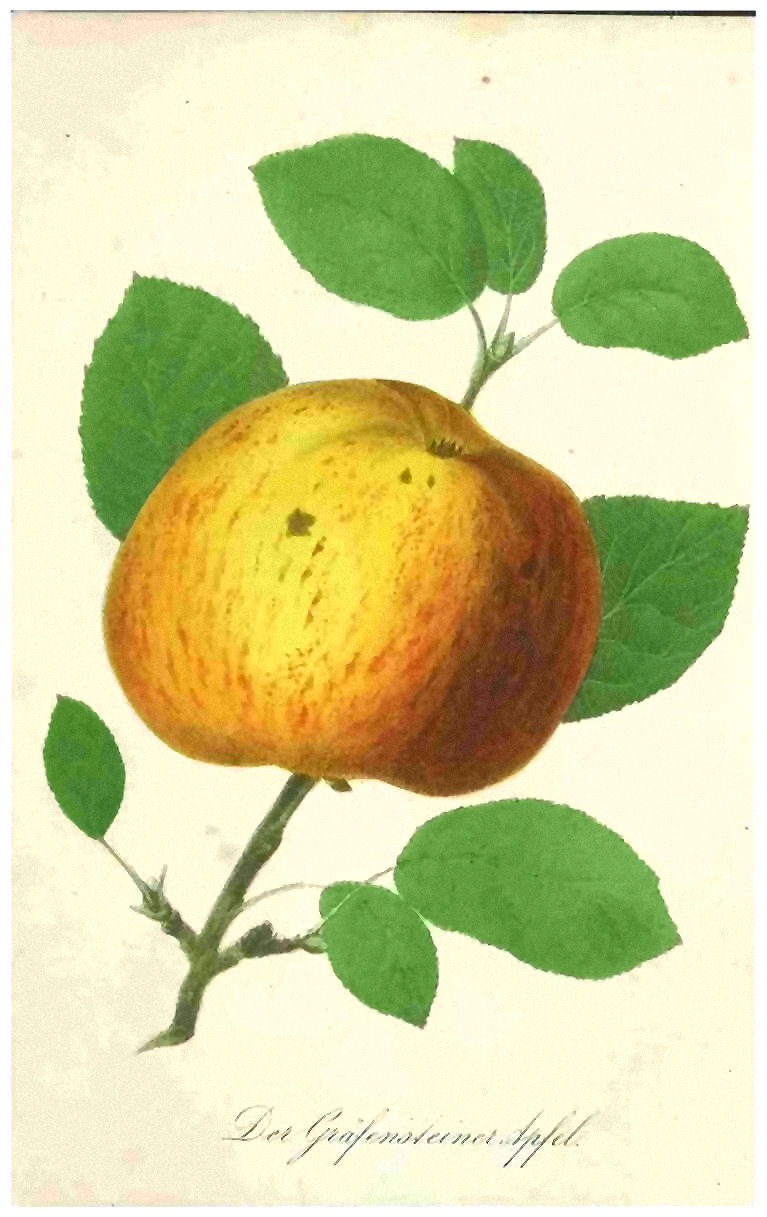
Abbildung der Apfelsorte Gravensteiner aus dem ersten Jahrgang der Pomologischen Monatshefte.

Die Pomologischen Monatshefte waren eine monatlich erscheinende Zeitschrift für die Mitglieder des Deutschen Pomologen-Vereins, die zwischen 1855 und 1905 erschien.

## Name der Zeitschrift
Um für die Leser einen besseren Überblick zu gewährleisten, wurde der Name der Zeitschrift insgesamt dreimal jeweils nach zehn Erscheinungsjahren geändert. Die ersten zehn Jahrgänge von 1855 bis 1864 trugen den Namen Monatsschrift für Pomologie und praktischen Obstbau. Mit dem elften Jahrgang wurde sie 1865 in Illustrirte Monatshefte für Obst und Weinbau und mit Erscheinen des 21. Jahrgangs im Jahr 1875 in Pomologische Monatshefte umbenannt. Ab 1879 trug die Zeitschrift den Untertitel Zeitschrift zur Förderung und Hebung der Obstkunde, Obstcultur und Obstbenutzung und ab 1890 Allgemeine Deutsche Obstbauzeitung.
In Fachkreisen und Literaturangaben wird die Zeitschrift oft unabhängig vom Erscheinungsjahr abgekürzt als Illustrirte Monatshefte oder als Pomologische Monatshefte bezeichnet.
Im Jahr 1906 wurde die Zeitschrift in Deutsche Obstbauzeitung. Vereinsschrift der Deutschen Obstbau-Gesellschaft in Eisenach. umbenannt. Diesen Namen trug sie bis 1921. Im Jahr 1922 wurde sie, nach Auflösung des Deutschen Pomologen-Vereins im Jahr 1919, mit der Deutschen Gemüsebauzeitung zur Deutschen Obst- und Gemüsebauzeitung: Wochenschrift des Reichsverbandes des Deutschen Gartenbaues. zusammengefasst.

## Redaktion und Herausgeberschaft
Die Zeitschrift wurde 1855 durch Eduard Lucas begründet, der zusammen mit Johann Georg C. Oberdieck im ersten Jahrgang Herausgeber und Redakteur der Zeitschrift war. Da das Themenspektrum der Zeitschrift um den Weinbau erweitert werden sollte, trat im Jahr 1865 der Reutlinger Apotheker Phillip Fehleisen als Fachmann für Weinbau und Oenologie in die Redaktion ein. Fehleisen verstarb aber nur zwei Jahre später im Dezember 1866, wonach Lucas und Oberdieck die Redaktion wieder alleine weiter führten. Nach Oberdiecks Tod im Jahr 1880 wurde die Redaktion von Eduard Lucas alleine weiter geführt. Nach dessen Tod im Jahr 1882 wiederum übernahm sein Sohn Friedrich Lucas die Redaktion der Zeitschrift.
Die Zeitschrift erschien zunächst beim Verlag Franz Köhler in Stuttgart, ab dem Jahr 1865 in der Dorn’schen Verlagsbuchhandlung in Ravensburg und ab dem Jahr 1868 schließlich im Verlag Eugen Ulmer.

## Inhalt
Neben Sortenkunde und Sortenempfehlungen behandelten die Artikel verschiedener Autoren auch Themen wie Obst- und Weinbau, Anbaumethoden, Obstbaumschnitt und Reberziehung, Pflanzenkrankheiten und Pflanzenschutz sowie Obstverwertung. Außerdem wurden Berichte zu obstbaulichen Reisen, die Protokolle der Versammlungen des Deutschen Pomologen-Vereins und Biographien verdienter Pomologen und Obstbauwissenschaftler veröffentlicht. Obstsorten, die als besonders verbreitungswürdig angesehen wurden, wurden ausführlich beschrieben und oft auch mit farbigen Abbildungen dargestellt.